# Prezidentská šerpa

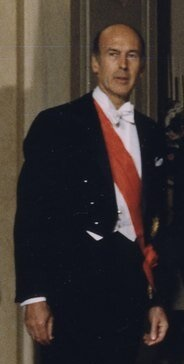
Francouzský prezident Valery Giscard d'Estaing s velkostuhou Řádu Čestné legie, 1976

Prezidentská šerpa (anglicky Presidential sash; španělsky Banda presidencial) je v některých zemích (zejména latinoamerických) používána jako odznak pro vykonavatele vrcholné státní funkce a představuje republikánský ekvivalent korunovačních klenotů.

## Evropa

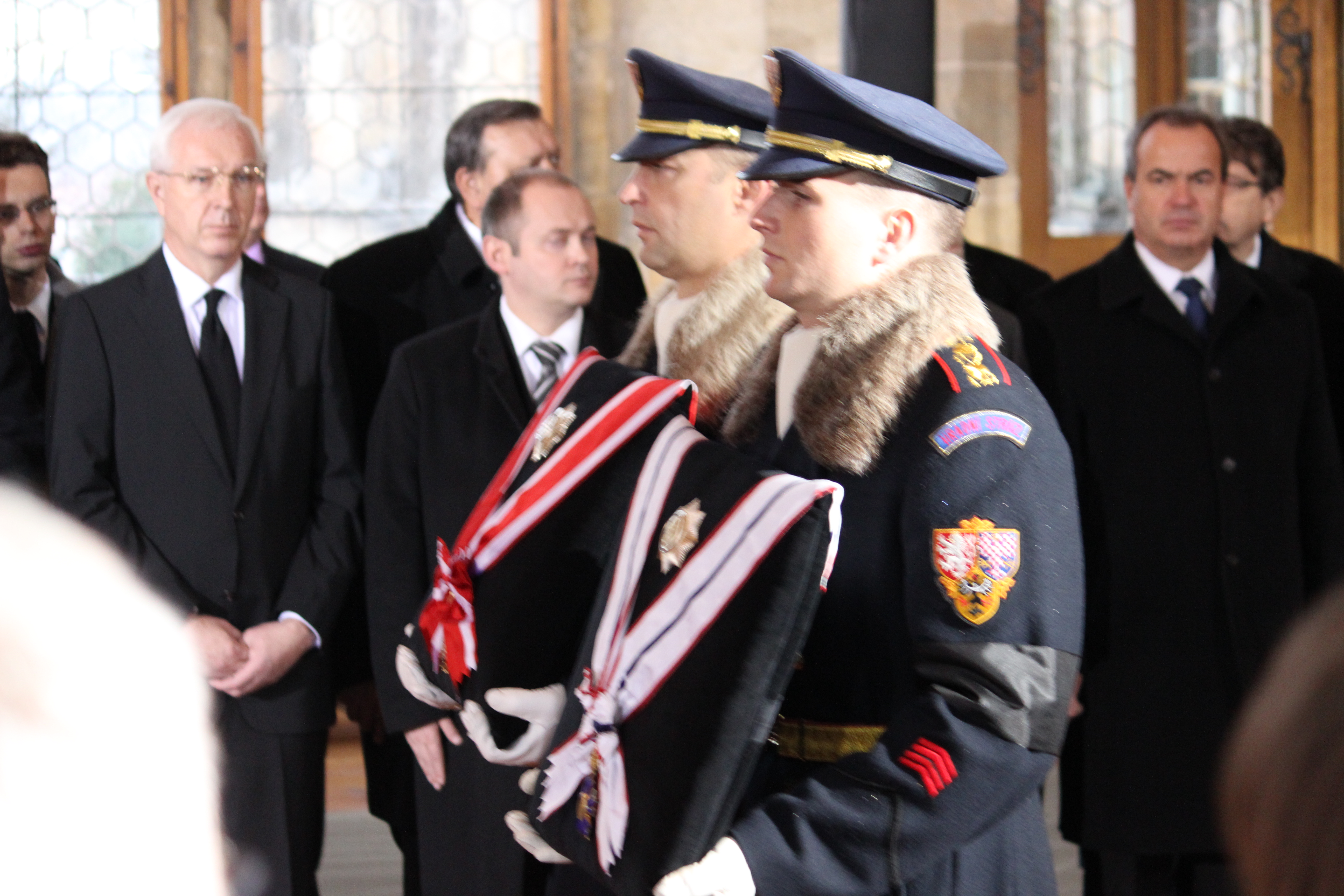
Insignie nejvyšších českých řádů, tvořené velkostuhami (šerpami) a řádovými hvězdami, nesené příslušníky Hradní stráže na pohřbu prezidenta Václava Havla, 2011

### Česká republika
České zákony nepředepisují žádné insignie vyhrazené pouze pro hlavu státu, nicméně podle zákona má prezident nárok na insignie nejvyšších státních vyznamenání; jmenovitě:
- Řád Bílého lva I. třídy:
  - Klenot na velkostuze nošené od pravého ramene k levému boku a hvězda nošená na levé straně hrudi
  - Řádový řetěz ze silně zlaceného stříbra
- Řád T. G. Masaryka I. třídy:
  - Klenot na velkostuze nošené od pravého ramene k levému boku a hvězda nošená na levé straně hrudi

Tyto insignie jsou prezidentu republiky slavnostně předány v rámci inaugurace. Po skončení úřadu mohou být usnesením obou komor Parlamentu propůjčeny doživotně.

### Další země
Obdobný postup jako v případě Česka používá i Francie, kde je prezident velmistrem Řádu čestné legie; nebo Rakousko, kde je prezidentovi udělen velkokříž Čestného odznaku Za zásluhy.

## Jižní Amerika

### Ekvádorská republika
V Ekvádoru je šerpa vyhrazena pro úřadujícího prezidenta Ekvádoru, který ji nosí jako projev důstojnosti své funkce při slavnostních příležitostech, během vystoupení před Národním shromážděním a při vojenských ceremoniálech. Šerpa je vyrobena ze sametu v barvách ekvádorské vlajky s nápisem vyšívaným zlatou nití. Uprostřed je státní znak Ekvádoru.

### Další země
Obdobnou šerpu jako Ekvádor používá i Argentina, Bolívie, Brazílie, Chile, Kolumbie, Kostarika, Guatemala, Honduras, Mexiko, Panama, Paraguay, Peru, Uruguay a Venezuela.‎

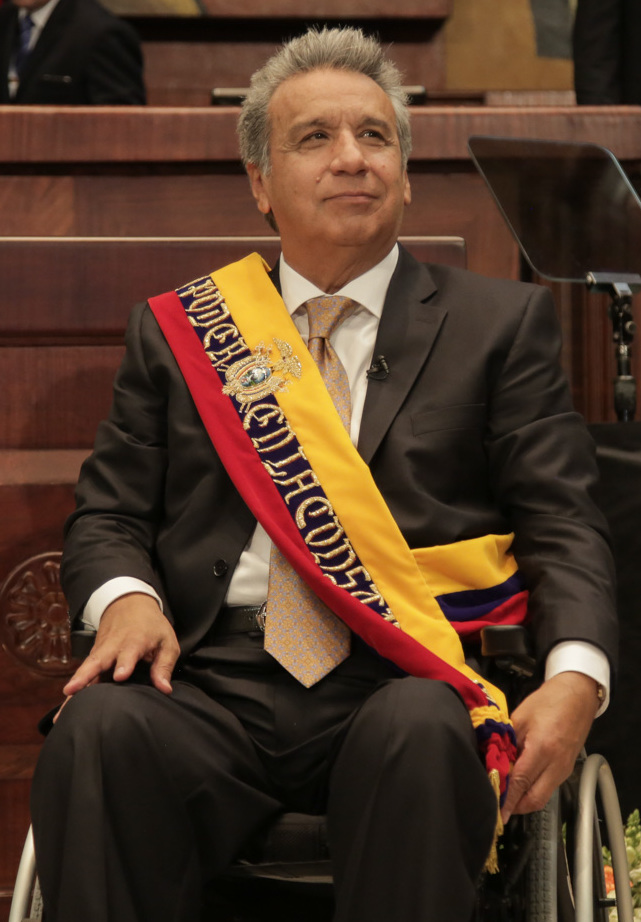
Lenín Moreno se šerpou prezidenta Ekvádoru, 2017
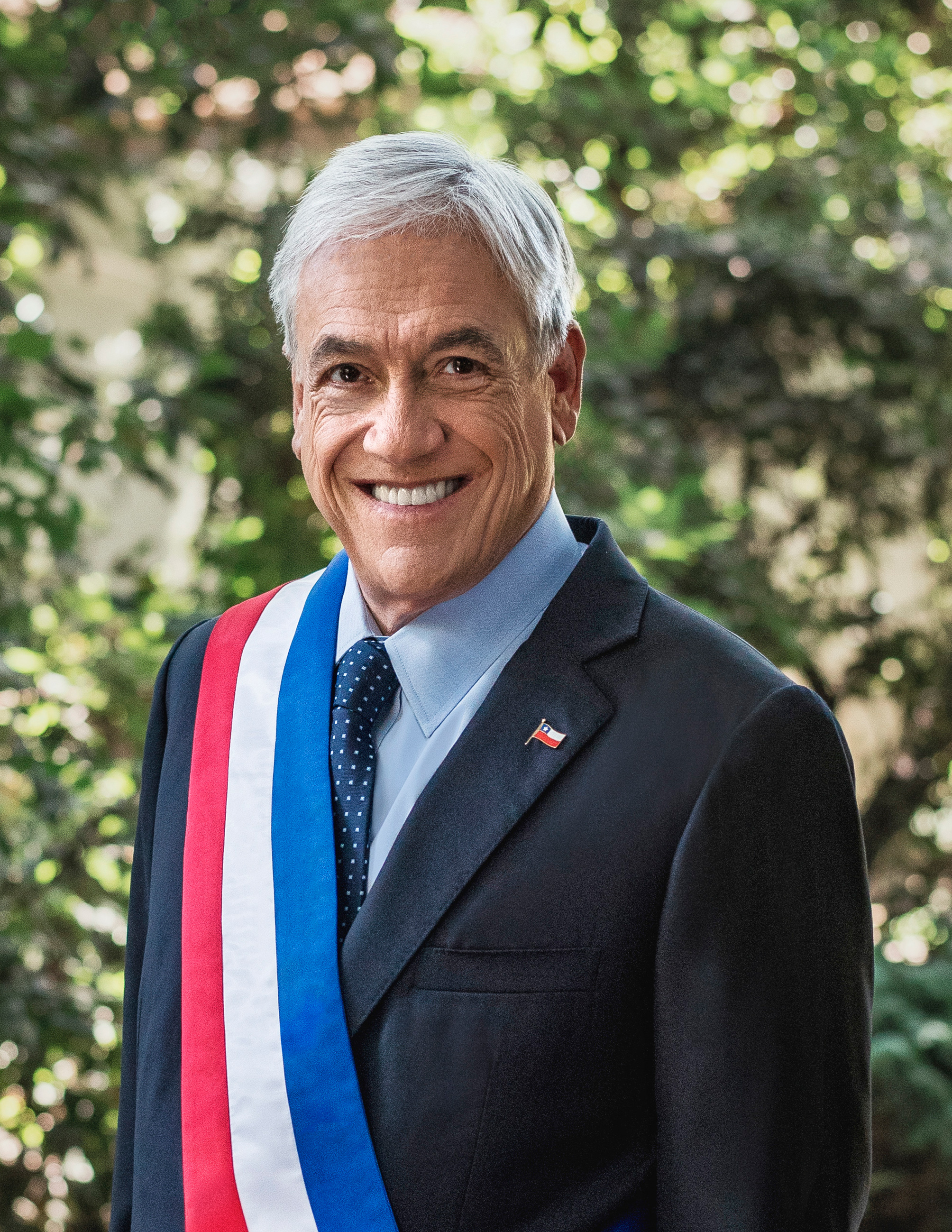
Sebastián Piñera se šerpou prezidenta Chile, 2018
Šerpa prezidenta Argentiny